# Rockdale (Washington)
Rockdale az Amerikai Egyesült Államok északnyugati részén, Washington állam King megyéjében elhelyezkedő kísértetváros.
Rockdale postahivatala 1912 és 1915 között működött. A település nevét a sziklás térségről kapta.

## Fordítás
- Ez a szócikk részben vagy egészben  a   Rockdale, Washington című angol Wikipédia-szócikk ezen változatának fordításán alapul.  Az eredeti cikk szerkesztőit annak laptörténete sorolja fel. Ez a jelzés csupán a megfogalmazás eredetét és a szerzői jogokat jelzi, nem szolgál a cikkben szereplő információk forrásmegjelöléseként.